# Lijst van burgemeesters van Naters
Dit is een Lijst van burgemeesters van de voormalige Nederlandse gemeente Naters in de provincie Zuid-Holland. Naters is in 1855 gefuseerd naar de gemeente Rockanje, die is in 1980 opgegaan in Westvoorne.
| Naam burgemeester     | Partij of stroming | Ambtsperiode | Bijzonderheden |
| --------------------- | ------------------ | ------------ | --- |
| Benjamin Vlielander   |                    | 1811 - 1852  | Voor 1825 was de burgemeester een schout. Daarnaast was hij tevens ook burgemeester van Rockanje                                               |
| George Frederik Lette |                    | 1852 - 1855  | Was ook burgemeester van Rockanje en van Oostvoorne na de opheffing van deze gemeente bleef hij gewoon burgemeester van Rockanje en Oostvoorne |